# أونغ هاين كياو
أونغ هاين كياو (بالبورمية: အောင်ဟိန်းကျော်)‏ هو لاعب كرة قدم ميانماري في مركز الدفاع، ولد في 19 يوليو 1991. شارك مع منتخب ميانمار تحت 23 سنة لكرة القدم ومنتخب ميانمار لكرة القدم. أما مع النوادي، فقد لعب مع نادي آياياوادي يونايتد.

## وصلات خارجية
- أونغ هاين كياو على موقع قاعدة بيانات كرة القدم.إي يو (الإنجليزية)
- أونغ هاين كياو على موقع ناشيونال فوتبول تيمز (الإنجليزية)
- أونغ هاين كياو على موقع Soccerway.com (الإنجليزية)
- أونغ هاين كياو على موقع عالم كرة القدم.نت (الإنجليزية)